# ده عرب
ده عرب، روستایی از توابع بخش مرکزی شهرستان ابرکوه در استان یزد ایران است.
شغل اکثر اهالی روستا کشاورزی و دامداری است
عمده محصول کشاورزی در این روستا زردآلو و گوجه سبز است 
این روستا دارای مجتمع های گاوداری ، دامداری و مرغداری است
در سال ۱۴۰۴ اعضای شورای اسلامی 
حسین دهقانی
منصور عابدی
محمد مولودپور
هستند
و دهیار روستا 
اصغر رفعت پناه
است

این روستا دارای چندین مکان فرهنگی قرآنی از جمله مسجد ، حسینیه ، دارالقرآن ،مرکز نیکوکاری و... می باشد
جمعت فعلی آن روستا با توجه به آمار مرکز بهداشت 
1170 نفر می باشد
این روستا دارای دو مدرسه فعال و یک مرکز بهداشت  می باشد

## جمعیت
این روستا در دهستان فراغه قرار دارد و براساس سرشماری مرکز آمار ایران در سال ۱۳۸۵، جمعیت آن ۹۲۵ نفر (۲۷۱خانوار) بوده‌است.
و بر اساس آمار مرکز بهداشت روستا جمعیت در سال ۱۴۰۴ بالغ بر 1170 نفر می باشد